# Before the Eden – Awaiting the Fire
Before the Eden – Awaiting the Fire – pierwszy minialbum polskiej grupy muzycznej Hermh. Wydawnictwo ukazało się w 2004 roku nakładem wytwórni muzycznej Pagan Records. Na płycie znalazło się pięć nowych utworów oraz interpretacje utworów „Valhalla” z repertuaru Bathory i „Deathcrush” norweskiej formacji Mayhem.

## Lista utworów
Źródło.
1. „Hunger” – 04:56
2. „Red Blood Running” – 03:20
3. „Years of Dying” – 04:24
4. „Crying Crowns of Trees” – 06:07
5. „Neverending War” – 05:55
6. „Valhalla” (cover Bathory) – 08:18
7. „Deathcrush” (cover Mayhem) – 03:23

## Twórcy
Źródło.
- Bartłomiej „Bart” Krysiuk – wokal prowadzący
- Tomasz „Hal” Halicki – gitara basowa
- Adam „Socaris” Wasilewski – gitara elektryczna
- Krzysztof „Derph” Drabikowski – gitara elektryczna
- Wojciech „Flumen” Kostrzewa – instrumenty klawiszowe
- Łukasz „Icanraz” Sarnacki – perkusja